# Funkadelic
Funkadelic — американская музыкальная группа, созданная Джорджем Клинтоном. Наряду с группой Parliament — один из двух основных его музыкальных коллективов / проектов.
В то время как Parliament был ориентирован на выпуск запоминающихся песен и успех в сингловых хит-парадах, Funkadelic был более ро́ковым проектом. Продолжая начатое Джими Хендриксом и Слаем Стоуном, группа расширила представление о «чёрном роке», внеся в него элементы психоделии 1960-х годов и блюза в совмещении с ритмичной до навязчивости мелодикой соула и фанка. Кроме того, в отличие от Parliament, группа была не проектом по написанию хитов, а более альбомно-ориентированной, и записывала концептуальные альбомы с общественно-политической окраской. Несмотря на меньшую коммерческую направленность, Funkadelic была так же популярна, особенно в конце 1970-х, когда у проектов Джорджа Клинтона (коллективно известных под именем P-Funk) выработался единый стиль и они стали звучать более похоже друг на друга.
В 1997 году совокупный проект Джорджа Клинтона Parliament-Funkadelic был принят в Зал славы рок-н-ролла.
Кроме того, песня «I'll Bet You и One Nation Under a Groove» в исполнении группы Funkadelic вместе с одной песней группы Parliament входит в составленный Залом славы рок-н-ролла список 500 Songs That Shaped Rock and Roll.

## Дискография
- Funkadelic (1970 г.)
- Free Your Mind... and Your Ass Will Follow (1970 г.)
- Maggot Brain (1971 г.)
- America Eats Its Young (1972 г.)
- Cosmic Slop (1973 г.)
- Standing on the Verge of Getting It On (1974 г.)
- Let's Take It to the Stage (1975 г.)
- Tales of Kidd Funkadelic (1976 г.)
- Hardcore Jollies (1976 г.)
- One Nation Under a Groove (1978 г.)
- Uncle Jam Wants You (1979 г.)
- Connections & Disconnections (1980 г.)
- The Electric Spanking of War Babies (1981 г.)
- By Way of the Drum (2007 г.)
- Toys (2008 г.)
- First Ya Gotta Shake the Gate (2014 г.)